# Kostgänger
Ein Kostgänger war eine bestimmte Person, die gegen Bezahlung am Mittagstisch teilnahm. Die Aufnahme eines Kosthalters war genehmigungspflichtig. Der Haushalt war damit eine Kosthalterei und keine Wirtschaft, wo jedermann kommen konnte.